# Матевосов, Иван Иванович
Иван Иванович Матевосов (1905—1979) — народный комиссар внутренних дел Армянской ССР, генерал-майор (1945).

## Биография
Работал в территориальных структурах органов государственной безопасности, контрразведчик. Помощник начальника 7-го отделения 4-го отдела ГУГБ НКВД СССР. С марта 1941 — начальник 3-го отделения 2-го отдела следственной части НКГБ СССР. В 1941—1943 — старший следователь по особо важным делам. С мая 1943 — нарком внутренних дел Армянской ССР. С сентября 1947 — начальник 2-го управления ГУЛАГа МВД СССР. С марта 1953 — начальник 2-го, затем — 4-го отдела 4-го управления МВД СССР.
8 мая 1954 уволен в запас по служебному несоответствию, 23 октября 1954 лишён генеральского звания.

## Звания
- старший лейтенант государственной безопасности;
- подполковник государственной безопасности;
- подполковник, 11.02.1943;
- комиссар государственной безопасности, 12.05.1943;
- генерал-майор, 09.07.1945.